# Крашениніно
Крашени́ніно (рос. Крашенинино) — село у складі Упоровського району Тюменської області, Росія.
Населення — 336 осіб (2010, 342 у 2002).
Національний склад станом на 2002 рік:
- росіяни — 91 %